# Rattus sanila
Rattus sanila là một loài động vật có vú trong họ Chuột, bộ Gặm nhấm. Loài này được Flannery & White miêu tả năm 1991.